# 克萊維爾 (紐約州)
克萊維爾（英語：Clayville）是位於美國紐約州奧奈達縣的村。

## 人口
根據2020年美國人口普查的數據，克萊維爾的面積為1.15平方千米，當中陸地面積為1.14平方千米，而水域面積為0.01平方千米。當地共有人口339人，而人口密度為每平方千米295人。